# Al-Àswad
Al-Àswad al-Ansí (àrab: الأسود العنسي, al-Aswad al-ʿAnsī) fou el cap de la primera revolta per ridda o apostasia a l'islam al Iemen. El seu nom real era segurament Athala o Abhala ibn Kab ibn Ghàwuth al-Ansí al-Madhhijí (àrab: عبهلة بن كعب بن غوث العنسي المذحجي, ʿAbhala b. Kaʿb b. Ḡawuṯ al-ʿAnsī al-Maḏḥijī) i se l'anomenava també Dhu-l-Khimar (àrab: ذو الخمار, Ḏū l-Ḫimār, ‘l'Home del Vel’ o ‘el Velat’) i Dhu-l-Himar (àrab: ذو الحمار, Ḏū l-Ḥimār, ‘l'Home de l'Ase’).
Després de la mort de l'emperador sassànida Còsroes II, i segurament abans de la conquesta de la Meca pels musulmans, els perses del Iemen, dirigits per Badhan, es van aliar amb Mahoma per manca de suport sassànida. A la mort de Badhan, després del 630, Mahoma va reconèixer alguns caps iemenites com a delegats al territori a més d'enviar delegats des de Medina. La regió de Sana va quedar en mans del fill de Badhan, Xahr.
El mars del 632, la tribu dels Madhhij, dirigida per al-Àswad, va expulsar els delegats musulmans, Khàlid ibn Saïd i Amr ibn Hazm de Najran, va derrotar i matar Xahr i van entrar a Sana. Gran part del Iemen va quedar sota el seu control. Qays ibn al-Makxuh al-Muradí va donar suport a al-Àswad. Aquest es va proclamar kàhin (‘endeví’) i deia parlar en nom d'Al·là, practicant un monoteisme derivat probablement del cristianisme o del judaisme. Al cap d'un mes o dos, el juny de 632, va morir, sembla que assassinat per alguns dels seus lloctinents com ara Qays ibn al-Makxuh o els perses Firuz ad-Daylamí i Dadhawayh, amb l'ajut de la vídua de Xahr, amb la que al-Àswad s'havia casat, potser instigats per agents de Mahoma.